# Pete Wentz
Peter Lewis Kingston Wentz III (ur. 5 czerwca 1979 w Wilmette, w Illinois) – amerykański muzyk, wokalista, autor tekstów, konsultant A&R i dyrektor wykonawczy. Najbardziej znany jako basista i autor tekstów amerykańskiego zespołu rockowego Fall Out Boy od 2001.

## Życiorys
Urodził się w Wilmette, w stanie Illinois jako syn Dale (z domu Lewis), doradcy ds. rekrutacji w liceum, i Petera Wentza II, prawnika. Jego ojciec był pochodzenia niemieckiego i angielskiego. Z kolei wszyscy pradziadkowie ze strony jego matki byli czarnymi imigrantami z Jamajki. Jego dziadek ze strony matki, Arthur Winston Lewis, służył jako USA Ambasador w Sierra Leone; Kuzynem Arthura Winstona Lewisa jest generał Colin Powell. Wychowywał się z młodszą siostrą Hillary i młodszym bratem Andrew. Przez rok uczęszczał do New Trier High School w Winnetka w Illinois. Pierwszą gitarę basową dostał, gdy miał 7 lat. W 1997 ukończył North Shore Country Day School, gdzie był piłkarzem. W pierwszej klasie liceum zaczął regularnie opuszczać szkołę i palić marihuanę z przyjaciółmi, ale później przestał, ponieważ wpłynęło to na jego oceny w szkole. Studiował politologię na Uniwersytecie DePaul, kończąc jedną czwartą przed ukończeniem studiów, aby skupić się na działalności Fall Out Boy.
Do jego charakterystycznych zachowań na scenie należy zwisanie głową w dół z wszelkiego rodzaju rusztowań, skakanie z wysokich obiektów w czasie występów (w roku 2007 złamał przez to nogę). Jego rozpoznawczym ruchem na scenie jest demonstracja elektrycznego krzesła, jak powiedział w TRL. 
W 2014 był nominowany do Phoenix Film Critics Society Awards za piosenkę „Immortals” z filmu animowanego Wielka szóstka (Big Hero 6, 2014).
Jest właścicielem firm:
- Clandestine Industries – książki, ubrania itd., często projektowane przez samego Wentza
- Decaydance Records (obecnie DCD2 – decade 2) – wytwórnia płytowa Pete’a, „stajnia” zespołów takich jak Fall Out Boy,  Panic! At The Disco, October Fall, Gym Class Heroes, The Hush Sound, The Academy is…, New Politics oraz solistów m.in. LOLO, Charley Marley, Travie McCoy, Max „MAX” Schneider
- Bartskull Films – wytwórnia filmowa, producent m.in. DVD Release the Bats

## Życie prywatne
Od stycznia 2003 do maja 2006 był związany z Jeanae White. W 2006 spotykał się z Michelle Trachtenberg. W sierpniu 2006 spotykał się z Ashlee Simpson, którą poślubił 17 maja 2008. Mają syna Bronxa Mowgliego (ur. 20 listopada 2008). Jednak 22 listopada 2011 doszło do rozwodu. W maju 2011 związał się z Meagan Camper, z którą ma syna Sainta Laszlo (ur. 20 sierpnia 2014). i córkę Marvel Jane (ur. 13 maja 2018).
Przyznaje, że ma depresję i chorobę afektywną dwubiegunową. Pete przypisuje ex-żonie Ashlee Simpson i sesjom terapeutycznym zakończenie jego depresji. 